# Gioacchino Bimboni
Gioacchino o Giovacchino Bimboni (Firenze, 9 agosto 1810 – Firenze, 12 gennaio 1895) è stato un compositore, trombonista e trombettista italiano.

## Biografia
Studiò flauto, organo e pianoforte (forse con Disma Ugolini) e già nel 1824-'25 si esibisce con i fratelli Giovanni, Vincenzo e Gaetano in un ensemble di fiati al Teatro degli Intrepidi. Già da giovanissimo cominciò la sua attività di insegnante: dette lezioni a Teodulo Mabellini e al suo nipote Ettore De Champs. Divenne flautista di alcuni teatri fiorentini (il Teatro della Quarconia, il Teatro del Cocomero, la Pergola) e suonò anche nella banda del secondo reggimento di Toscana, dove cominciò a interessarsi al trombone. Nel 1831 dette concerti, con i fratelli, al Teatro Alfieri e nel 1834 partecipò alle serate di musica strumentale promosse da Gioacchino Maglioni nella Sala Ciampolini di Borgo de' Greci. Già a questa altezza cronologica si datano i suoi studi e i suoi esperimenti organologici sull'agilità degli ottoni che portano al suo interesse per la costruzione degli strumenti. Nel 1839, alla Pergola, attirò l'attenzione della stampa per i suoi assoli virtuosistici nell'opera Adelson e Salvini di Luigi Savi e dal 1840 divenne solista di tromba e dette concerti a Lucca, Roma e Bologna, dove fece amicizia con Gioachino Rossini, che compose per lui un pezzo per trombone e pianoforte. Con Rossini, Bimboni applicò le sue teorie organologiche costruendo diversi ottoni con un suo sistema, denominando i suoi strumenti bimbonifoni. Nel 1843 la Gazzetta di Firenze annuncia che uno strumento di Bimboni, detto contrabbasso a fiato, riesce a suonare un'ottava più in basso di un oficleide. Ancora nel '43, le cronache del tempo registrano un suo concerto con banda alla Chiesa di San Giovannino degli Scolopi. Dal 1845 fu assunto come trombonista nella cappella granducale lorenese diretta dal suo ex allievo Teodulo Mabellini dove suonò con Enea Brizzi, Francesco Paoli e Cesare Ciardi. Là, con i colleghi, le sperimentazioni organologiche si intensificarono ancora, con i primi brevetti e le prime botteghe di costruzione (ideate con Brizzi). Con i contatti lorenesi riuscì a farsi ingaggiare con successo anche a Vienna: tra 1845 e 1848 ebbe incarichi anche nell'orchestra del Kärntnertortheater, e negli ensemble imperiali di Johann Strauss padre e dello Schloss Schönbrunn. Continuò i suoi tour anche in Italia, con concerti a Torino, Milano e Voghera, e continuò a suonare per i teatri fiorentini, soprattutto alla Pergola, sia come trombonista sia come flautista (con Ciardi fu il flautista della prima mondiale del Macbeth di Verdi nel 1847). Con i colleghi della cappella granducale (specie con Ciardi e Brizzi) dette anche numerosi concerti in teatri più piccoli (per esempio al Cocomero), non sempre, però, apprezzati dai giornali. Dopo il 1848 cominciò a fare l'insegnante nel Regio Istituto Musicale fiorentino, e intensificò i suoi tour all'estero, con concerti a Parigi e Londra, dove presentò con successo le sue idee costruttive organologiche suonando virtuosisticamente coi bimbonifoni. Dal 1859 tornò in seno all'esercito, nelle bande militari di Firenze e Siena: formazioni militari che, dopo il 1861, si trasformarono nella banda della Guardia Nazionale Italiana. Negli anni '60 dell'Ottocento raggiunse i gradi di sottotenente. Nel 1865 partecipò come musicista e arrangiatore ai festeggiamenti danteschi (con Mabellini e Giovanni Pacini). Dal 1873 dismise la carriera da solista per dedicarsi di più all'insegnamento (mai cessato dal 1848) e alla promozione dei bimbonifoni, che presentò all'Esposizione Universale di Vienna nel 1876. Il suo sistema, pur migliorando la costruzione degli ottoni e ottenendo il plauso dei commentatori dell'epoca (in special modo di Casamorata), non attecchì a livello industriale.

## Il sistema Bimboni
Il bimbonifono, strumento che Bimboni perfezionò nel corso di molti anni (dal 1845 al 1873), partecipava alle molte innovazioni ottocentesche in ambito organologico attuate prima da Joseph Riedl e poi da Adolphe Sax, Theobald Boehm e Charles Mahillon, effettuate anche in ambito italiano da Giulio Briccialdi e dal costruttore milanese Pelitti. Era un trombone verticale con sette valvole da azionare con entrambe le mani, ispirato ai sistemi ideati da Sax e Boehm per i legni: le valvole riuscivano a facilitare l'emissione di moltissime note, rendendo il trombone uno strumento agilissimo anche nei registri acutissimi e bassissimi. La sua applicazione, nel rigoglio dei brevetti analoghi nel sassofono e nel flauto, contribuì non poco all'espansione della tavolozza orchestrale del periodo, aprendo la strada per le sonorità delle tube wagneriane (usate per la prima del Ring des Nibelungen a Bayreuth nel 1876) e dei bassi tuba (usati da Verdi dopo il 1871).

## Opere
Bimboni ha scritto un Metodo per tromba a macchina (Firenze, Bratti, 1885), dei Metodi graduati per strumenti a fiato (Firenze e Nocera, 1888). e una mezza dozzina di pezzi didattici, editi soprattutto a Firenze (da Adolfo Lapini e da Saporetti & Cappelli), rimasti canonici nella didattica di trombone e tromba, riadattati nel corso degli anni (in special modo negli anni '10 e '40 del Novecento) anche per altri strumenti (basso tuba e anche clarinetto).